# 나마 (관등)
나마(奈麻)는 신라의 17등 관계(官階) 중의 제11등 관등명이며 진골(眞骨)·육두품 이외에 5두품이 받을 수 있다. 바로 다음 관등인 대사와는 큰 차이가 있어서 시랑(侍郞)이나 경(卿)의 지위는 나마 이상의 관등을 가지고 있어야만 오를 수 있다. 나마는 나말(奈末·｢창녕비(昌寧碑)｣)이라고도 한다.

## 유래
- 이사금 시기의 대세력에 부속된 가신(家臣)들 중에서 실무를 관리하는 기능을 맡은 자의 명칭
- 금석문 :「울진봉평신라비(蔚珍鳳坪新羅碑)」에서 교사(敎事) 주체로 참여한 등(等)의 하한이고 「영일냉수리신라비(迎日冷水里新羅碑)」에도 경위(京位)의 하한으로 나타난다. 즉 상고기(上古期) 때 나마가 등(等)이나 대등(大等)의 하한으로 6부의 지배세력에 포함되었으나 이후 관등의 분화에 따라 중간실무층으로 고정되었던 것으로서 대나마(大奈麻)는 나마에서 분화

## 보직
중앙 관부 대부분에 배치된 중간 관인층 및 전문지식인 혹은 기술전문직을 대변하는 관직이며 신라의 관직체제 중에서 대사(大舍), 주서(主書), 좌(佐) 등과 같은 실무행정을 담당하던 계층의 관등이다.

## 중위제도
- 나마 : 중나마 - 3중나마 - 4중나마 - 5중나마 - 6중나마 - 7중나마
- 신라 중대 이후 왕권이 강화되고, 6두품 중심의 관료제의 운영이 활성화되면서 골품에 의하여 엄격히 제한되는 관등의 승진 제도 때문에 관등 향상을 노리는 6두품 이하 관료들의 반발을 사게 되었다. 이에 따라 진골 중심의 골품제를 유지하면서도 비진골 중심의 관료제를 활성화시키는 타협안으로서 중위제가 성립되어 아찬에 4등급, 대나마에 9등급, 나마에 7등급의 중위를 설치하여 관등상의 상한선에 오른 비진골 관료층에게 특진의 기회를 열어주었다. 한편 제8관등인 사찬(沙飡)에도 최소한 3등급의 중위를 설치한 기록이 있는데, 이는 신라의 삼국통일 후에 지방민에 대해 특진의 기회를 제공하기 위한 것이다.
- 오두품 출신에 대한 중위는 제10등 관계인 대나마에 설치되어 있었으므로, 나마에 이를 설치하는 것은 합리적이지 못하다고도 보지만 나마의 중위는 사두품 출신의 국학(國學) 수학자에 대한 특전으로서 설치된 것이다.

· ｢냉수리비(冷水里碑)｣ ｢봉평비(鳳坪碑)｣ ｢천전리서석(川前里書石)｣ ≪수서(隋書)≫ 신라전

## 참고 문헌
- 삼국사기(三國史記)
- 삼국유사(三國遺史)
- 『조선금석총람(朝鮮金石總覽)』 상(上)(1919)
- 「신라 금석문의 관등명 검토」(김희만, 동국대학교 신라문화연구소, 2002)
- 「신라 관등 아찬·나마에 대한 고찰」(권덕영, 『국사관논총』21 1991)
- 「신라관등(新羅官等)의 성격(性格)」(변태섭, 『역사교육(歷史敎育)』1, 1956)
- 「新羅官位制度 下」(三池賢一, 『駒澤史學』18, 1971)
- ｢영일냉수리비((迎日冷水里碑)｣
- ｢울진봉평비(蔚珍鳳坪碑)｣
- ｢천전리서석(川前里書石)｣
- ≪수서(隋書)≫ 신라전